# L'estate delle scimmie
L'estate delle scimmie è un film del 1998 diretto da Michael Anderson. 
Il film è tratto dal romanzo per bambini Summer of the Monkeys di Wilson Rawls.

## Trama
Nell'estate del 1910, un gruppo di scimmie da circo di nome Henri, Jacques, Antoinette e Dominique fuggono da un circo francese a causa di un incidente ferroviario e finiscono nel fiume Oklahoma, dove il protagonista, Jay Berry Lee, vive con la sua famiglia.
Settimane dopo, il quattordicenne Jay Berry Lee sta litigando contro un bullo di nome Toby l'ultimo giorno di scuola, quando Jay ruba il prezioso coltellino tascabile di Toby. La loro insegnante, Miss Freeman, interrompe il litigio, restituendo il coltellino a Toby. Più tardi Jay fa visita a un uomo, il signor Patterson, nel suo ranch di cavalli perché vuole comprare Annie, il suo cavallo preferito. Il signor Patterson promette Annie a Jay solo se la paga almeno 14 dollari. Quando Jay torna a casa, viene punito per il litigio a scuola. Quando sua sorella Daisy gli porta di nascosto un biscotto, vede i disegni di Jay del cavallo. Daisy  prova risentimento per suo fratello, perché i genitori le vietano di fare attività fisica a causa delle sue condizioni di salute.
La mattina dopo, Jay arriva all'emporio di suo nonno, Sam Ferrans, in cerca di un lavoro in modo da poter guadagnare abbastanza per comprarsi il cavallo. Durante il tragitto, il suo cane Rowdy esplora i fondali del fiume. Jay sente le scimmie stridere in lontananza e, dopo aver visitato il negozio, scopre che delle scimmie si sono accampate nella proprietà dell'ubriacone Bayliss Hatcher. Jay racconta a Daisy la sua scoperta, ma lei non gli crede. Jay torna al negozio di suo nonno e scopre su un manifesto che sulle scimmie c'è una taglia di $ 85. Anche Toby e altri due bulli lo trovano e cercano di catturarle. Jay traccia una scia di mele che conduce le scimmie nella fattoria di famiglia, per intrappolarle sotto una pesante scatola. La trappola fallisce, così Jay prende in prestito una bambola scimmia da Daisy come esca e posiziona una trappola per orsi. Le scimmie tornano a casa ancora una volta e seminano il caos mentre in casa non c'è nessuno. Daisy segue Jay fino in fondo, ma Bayliss Hatcher finisce nella trappola per orsi e spara accidentalmente con la pistola verso il cielo. Spaventata dal colpo di pistola, Daisy cade giù per una ripida collina. Jay sente Daisy chiedere aiuto e si precipita in suo soccorso. I genitori, vedendo il pasticcio che la scimmia ha combinato, litigano con Jay e gli proibiscono di lavorare nel negozio di Sam per le successive due settimane.
Il giorno dopo, Jay scappa. Torna sul fondale del fiume per vendicarsi delle scimmie. Trova una scatola di cenere e corre alla capanna di Bayliss per fare un patto con lui, pregandolo di non sparargli. Bayliss scopre che Jay ha piazzato la trappola per orsi e si arrabbia. Sam trova Jay e decide di portarlo a Ridgewell dimodoché possa fare ricerche sulle scimmie. I genitori di Jay sono riluttanti perché Jay è stato disobbediente, ma Sam racconta alla signora Lee di quando le ha proibito di andare alla fiera per iscrivere il suo maialino domestico a un concorso. I suoi genitori sono d'accordo. Sam porta Jay in biblioteca dove Jay fa ricerche sugli scimpanzé, impara molti modi per addestrare le scimmie e incontra Rose, che gli insegna alcune parole in francese. Sam mostra a Jay la casa in cui viveva Bayliss e dice a Jay che la famiglia di Bayliss lo ha lasciato a causa del bere. Più tardi, quando torna con Rowdy sul fondale, Jay salva la scimmia dalla pericolosa trappola per orsi di Toby che l'avrebbe uccisa. Toby, in una lotta con Jay, colpisce Rowdy con la trappola per orsi, ferendo il cane. Bayliss Hatcher appare all'improvviso, spaventa i bulli e medica Jay e Rowdy.
Dopo che Jay è tornato a casa, allestisce un posto nel fienile per le scimmie e inizia a costruire una gabbia per loro. Arriva una tempesta, che porta con sé un tornado che distrugge i dintorni della fattoria. In seguito, Jay scopre che la capanna di Bayliss è stata distrutta e che Bayliss è morto tra le macerie della sua casa crollata. Jay scopre che la scimmia Jacques sta morendo e la porta a casa per le cure. Anche le altre scimmie giungono con Jay alla fattoria. Jobert dà a Jay 85 dollari per trovare e restituire i scimpanzé.
Al mattino, Jay prende in prestito Annie dal ranch e le fa fare una passeggiata a cavallo. Al suo ritorno, Jay nota che suo padre sta costruendo una nuova stalla per Annie, ma Jay gli dice di non farlo, perché userà gli 85 dollari per pagare l'operazione salvavita di Daisy. Daisy ascolta e dà a Jay un abbraccio di profonda gratitudine.